# (14267) Zook
(14267) Zook (2000 AJ153) – planetoida z grupy pasa głównego asteroid okrążająca Słońce w ciągu 3,58 lat w średniej odległości 2,34 j.a. Odkryta 6 stycznia 2000 roku.